# Schießhaus (Geislingen)
Das Schießhaus ist ein Wohnplatz auf der Gemarkung von Geislingen im Zollernalbkreis in Baden-Württemberg.

## Geographie
Das Schießhaus liegt von Geislingen in westlicher Richtung 1,4 km entfernt und 2,6 (Luftlinie) km südöstlich von Erlaheim.

## Verkehr
Der Wohnplatz ist von Geislingen über die Isinger Straße zu erreichen.